# Arquiduque

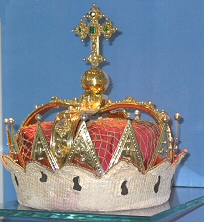
Coroa de Arquiduque da Austria

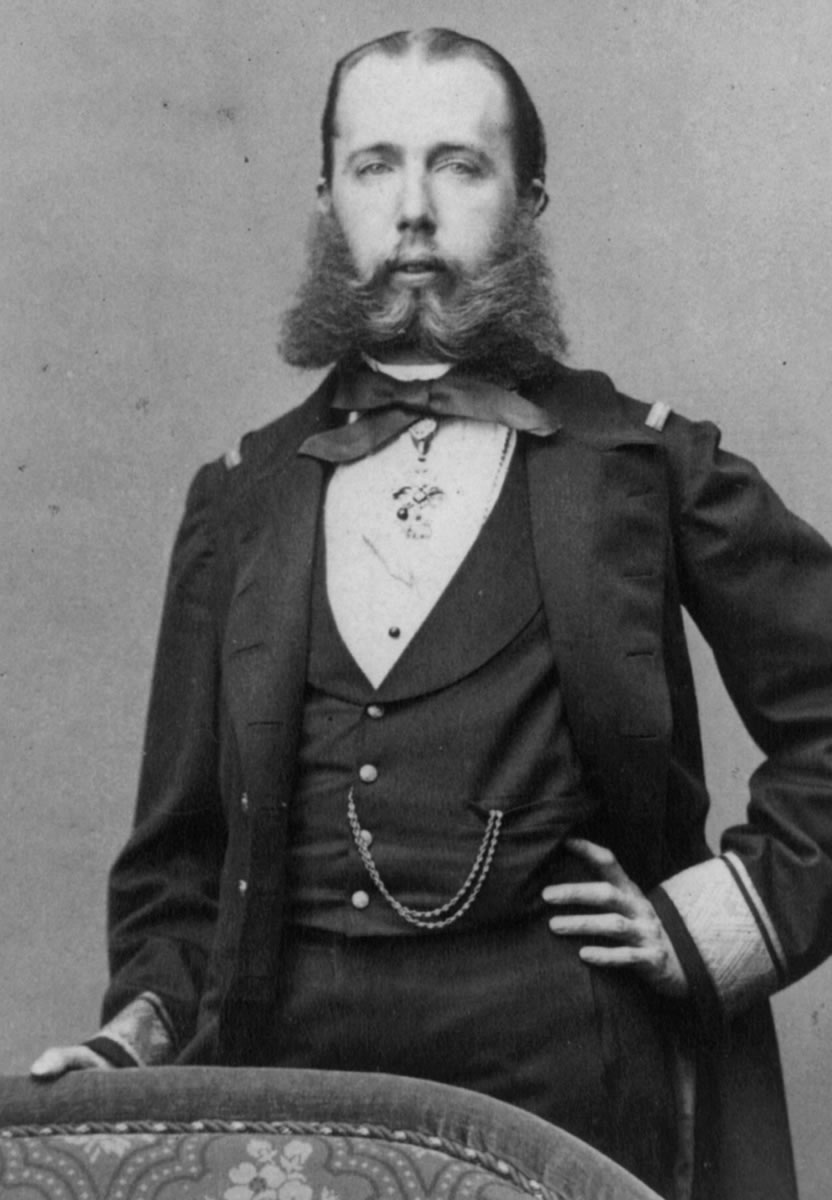
Maximiliano I do México, Arquiduque da Áustria e Imperador do México

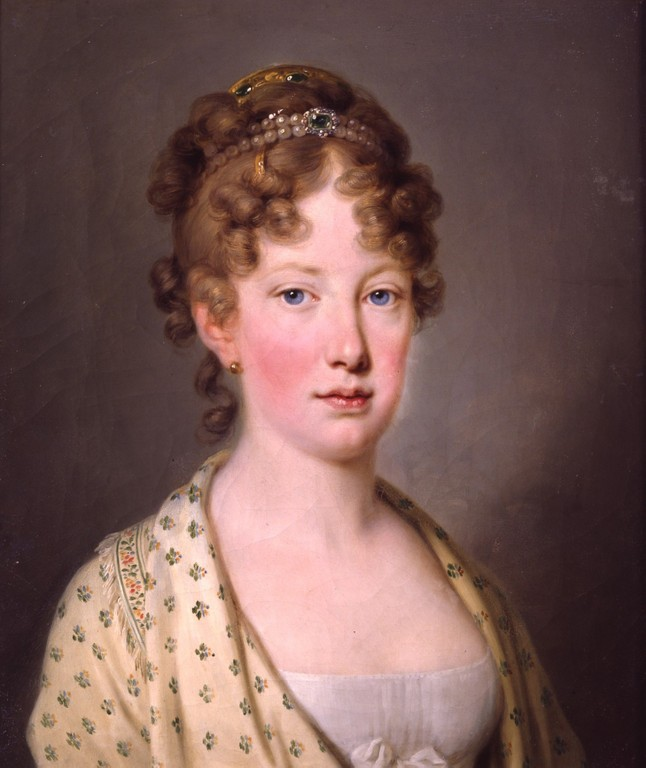
Maria Leopoldina de Habsburgo, Arquiduquesa de Áustria e Imperatriz Consorte do Brasil

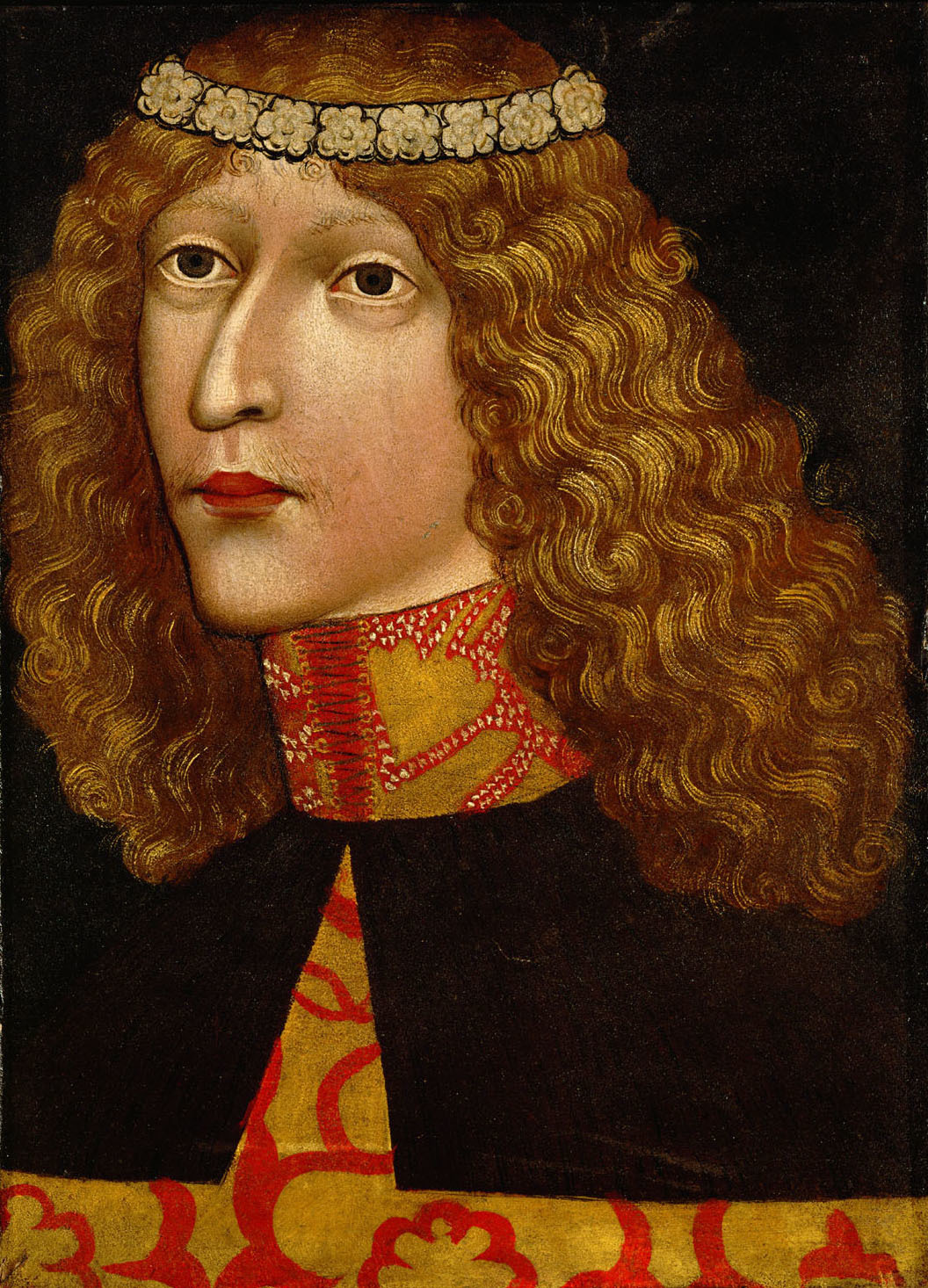
Ladislau V da Hungria

Pequenas armas da Áustria, 1512: escudo de armas e do arquiduque:
Privilegium maius. folha de rosto, cópia do imperador Maximiliano I

Arquiduque (em alemão Erzherzog, polonês Arcyksiążę; e no feminino: arquiduquesa) era mais precisamente o grau dos membros da família imperial austríaca e da família imperial do Sacro Império Romano-Germânico (962-1806), os Habsburgo. Nunca existiu um trono arquiducal: um arquiduque seria para sempre o imperador soberano. É título imediatamente superior ao de grão-duque e inferior ao de infante. 

## Criação do título
A primeira utilização do título foi com os governantes da Austrásia. Isso porque um membro da dinastia merovíngia o usou na complexa sucessão na casa de Clóvis, rei dos francos.
No Império Carolíngio, o título foi concebido ao Duque da Lotaríngia, que poderia ser visto como sucessor do Reino da Lotaríngia, que tinha sido o par do reino da Frância Ocidental. Com o falecimento de Carlos Magno a parte oriental do reino ficou conhecida como Frância Oriental, que é o precursor do Sacro Império Romano-Germânico.
Após a separação da Alta Lotaríngia (moderna Lorena; em alemão: Oberlothringen) e da Baixa Lorena (em alemão:Niederlothringen; correspondente ao Ducado da Lorena).
A capital da Baixa Lotaríngia foi Colônia e originalmente seu soberano foi investido como príncipe-bispo, com territórios que se estendiam para o norte até a Frísia. A Baixa Lorena sofreu uma grande fragmentação com os ducados dos Países Baixos, Brabante (principalmente na Bélgica atual) e Gueldres (agora no reino holandês e dando seu nome à província de Guéldria), reivindicando o posto arquiducal mas nunca foram oficialmente concedidas pelo imperador romano-germânico. Em holandês é Aartshertog.
O título de "Arquiduque da Áustria" apareceu com o Privilegium Maius, em 1359, um documento que o duque Rodolfo IV da Áustria falsificou a assinatura do imperador Frederico I que estava originalmente presente no documento Privilegium Minus.
Isso porque o duque Rodolfo IV tentou recuperar a influência política dos Habsburgos na cena europeia, tentando estabelecer relações com o imperador Carlos IV de Luxemburgo e aumentar o respeito dos governantes austríacos. No entanto, Rodolfo IV não pertencia aos sete príncipes-eleitores, que — conforme ditado pela Bula Dourada de 1356 — tinha o poder de escolher o Rei dos Romanos.
Tal como Carlos IV tinha feito Praga o centro de seu governo, Rodolfo IV fez o mesmo para Viena, dando-lhe privilégios especiais, como o lançamento de projetos de construção e fundação da Universidade de Viena. Tudo isso visando aumentar a legitimidade e influência da casa e das suas terras austríacas. Para o efeito, no inverno de 1358/1359, Rodolfo IV ordenou a criação de um documento falsificado chamado Privilegium Maius ("o maior privilégio"). Ela entre outras coisas, determinou o título "Palatino Arquiduque" assim seria equiparado aos príncipes-eleitores. Este novo título, contudo, não foi reconhecido pelo imperador Carlos IV.
Ernesto, Duque da Áustria e seus descendentes unilateralmente assumiram, de forma pessoal, o título de "Arquiduque".

## Reconhecimento
Arquiduque (em alemão: Erzherzog é um título nobiliárquico que não deve ser confundido com o de grão-duque (em alemão: Großherzog). Este é utilizado por várias casas reais e está em uso em Luxemburgo.
Na epifania de 1453, o imperador romano-germânico Frederico III, da Casa de Habsburgo, regulamentou o título de  "Arquiduque" para os membros de sua casa. Até então nenhum membro de outra casa reinante no Sacro Império Romano-Germânico reconhecia oficialmente a existência de tal denominação.  A base territorial foi o Ducado da Áustria que passou a ser Arquiducado da Áustria.  Este fato é singular na história mundial, pois não houve outro arquiducado.
O primeiro a oficialmente a usar o título foi Alberto VI da Áustria, em 1563. Em 1477, o imperador Frederico III concedeu a utilização do mesmo título a seu primo, Sigismundo I da Áustria, regente da Áustria Anterior.  O filho e herdeiro do imperador Frederico III, Maximiliano I, passou a usar o título, após a morte de sua esposa Maria da Borgonha, que simplesmente aparece como Duque da Áustria.  Somente com seu filho, Felipe, é que em primeiro lugar aparece nos documentos dos Países Baixos. O imperador Frederico III nunca usou o título de arquiduque, apenas o de duque até o seu falecimento, em 1493.
Ladislau V, Duque da Áustria, nunca esteve em vida autorizado a usá-lo. Assim consecutivamente ninguém de seu ramo dinástico.

## Utilização
A Áustria moderna permaneceu como arquiducado até 1918. Sua base era a Alta e Baixa Áustria. Em 1804, foi estabelecido o título de Imperador com a proclamação do Império Austríaco, e o arquiducado estava formalmente subordinado ao imperador, apesar de ser a mesma pessoa.
Até o século XV, somente os homens ostentavam tal titulação. Somente os governantes titulares dos territórios dos Habsburgos, e suas esposas é que o usavam.
O arquiduque está, em grau de relevância, abaixo do título de Rei e é superior aos outros nobres. Cada membro da Casa de Habsburgo usava, do nascimento até o casamento, tal título.
A Casa de Habsburgo, também referida como Casa d'Áustria, representa o seu país moderno, já que apesar da família ser originária da Suíça, século XI, eles deixaram de ter posses neste país no século XIV, e o nome deriva de Habichtsburg, o castelo do açor, sua morada oficial, construído em 1020, no atual cantão de Aargau, na Suíça.
Inicialmente, foi usado exclusivamente pelo chefe da Casa de Habsburgo, chamada Casa d'Áustria, mesmo quando não possuía ainda as coroas reais do Reino da Hungria e do Reino da Boémia e a coroa imperial do Sacro Império Romano-Germânico (962-1806).
O título nobiliárquico data de 1156, mas só se tornou hereditário depois da promulgação da Bula de Ouro, em 1356, e só foi reconhecido pelos Príncipes eleitores em 1453. A partir de então, todos os membros da Casa de Habsburgo usariam o título nobiliárquico de Arquiduque ou Arquiduquesa d'Áustria, com o predicado de Alteza Imperial e Real.
Houve também arquiduques na Austrásia (sob Dagoberto II), na Lorena e no Brabante.[carece de fontes?]

## Uso dinástico
A titulação de "arquiduque" faz referência aos governantes da Áustria. Por isso não foi dado como um posto titular para os príncipes da Casa Imperial Austríaca de Habsburgo.
A partir do século XVI, o arquiduque, e sua forma feminina, arquiduquesa, chegou a ser usado por todos os membros da "Real e Imperial Casa de Habsburg", à semelhança do título príncipe de sangue, ou infantes em muitas outras casas reais. Isso porque o chefe da casa passou a ser imperador do Sacro Império Romano-Germânico e Rei da Hungria.
O estatuto da família imperial de 1839 determinou que com o casamento a pessoa poderia perder a titulação de nascimento e passaria a usar o da família a qual passou a pertencer, ou os uniria. Mas as crianças resultantes da união matrimonial não teriam qualquer pretensão à coroa e seriam excluídas da sucessão.

## Pronome de tratamento
Arquiduques e arquiduquesas, era inicialmente apenas Sua Alteza Sereníssima. Com a Proclamação do Império Austríaco, em 1804 o tratamento cerimonial passou a ser oficialmente Sua Alteza Imperial e Real.

## Habsburgos famosos nos séculos XVIII e XX
A rainha consorte Maria Antonieta de França, nascida arquiduquesa Maria Antónia da Áustria. Após a dissolução do Sacro Império Romano-Germânico, esta prática foi mantida no Império Austríaco (1804-1867) e no Império Austro-Húngaro.
Em 28 de junho de 1914, o arquiduque Francisco Fernando da Áustria-Hungria, herdeiro do trono austro-húngaro, foi assassinado em Sarajevo, na Bósnia, incidente que se tornou a causa imediata da Primeira Guerra Mundial.